# District d'Oberegg
Oberegg est un district du canton d'Appenzell Rhodes-Intérieures en Suisse.

## Géographie

Vue aérienne (1949)

La district d'Oberegg s'étend sur 14,67 km2. Lors du relevé de 2013-2018, les surfaces d'habitations et d'infrastructures représentaient 6,5 % de sa superficie, les surfaces agricoles 50,9 %, les surfaces boisées 42,3 % et les surfaces improductives 0,3 %.
Oberegg n'est pas contigu au reste du canton. Il est constitué de deux parties distinctes, enclavées entre les cantons de Saint-Gall et d'Appenzell Rhodes-Extérieures.

## Démographie
Oberegg compte 1 928 habitants au 31 décembre 2022 pour une densité de population de 131 hab/km2. Sur la période 2010-2019, sa population a diminué de −0,2 % (canton : 2,8 % ; Suisse : 9,4 %).